# Esparron, Var
Esparron este o comună în departamentul Vaucluse din sud-estul Franței. În 2009 avea o populație de 313 de locuitori.

## Evoluția populației
| An        | 1975 | 1982 | 1990 | 1999 | 2006 | 2009 |
| --------- | ---- | ---- | ---- | ---- | ---- | ---- |
| Populație | 159  | 192  | 175  | 183  | 223  | 313  |